# Lukas Nottbeck
Lukas Nottbeck (Datteln, 1988. október 22. –) német labdarúgó, a  Viktoria Köln középpályása.

## Pályafutása
Pályafutását a helyi Germania Dattelnben kezdte. Juniorként szerepelt még a GW Selm és a Schalke 04 csapataiban. A gelsenkircheni csapat után az 1. FC Köln következett. A felnőttek között nem mutatkozott be, de a tartalékcsapatban 53 meccset játszott. 2010-ben a Borussia Dortmund tartalékcsapatában szerepelt. Ezután a TuS Koblenz következett. 2011-ben visszatért Kölnbe az SC Fortuna csapatához. 2013 óta a Viktoria Köln játékosa.